# Violences postélectorales au Kenya en 2007-2008
Notes
1 500 morts et disparus et 650 000 déplacés.

La crise de violence au Kenya est née à la suite de l'élection présidentielle du 27 décembre 2007. Un bilan de la police du 25 février 2008 fait état de plus de 1 500 morts depuis le déclenchement des violences. Le conflit a également fait environ 300 000 déplacés.
Le président sortant Mwai Kibaki est déclaré vainqueur alors que les partisans de Raila Odinga, son opposant, contestent cette réélection en raison de fraudes massives. Cette contestation dégénère en violence dans plusieurs villes du pays où les partisans des deux hommes s'entretuent.

## Chronologie

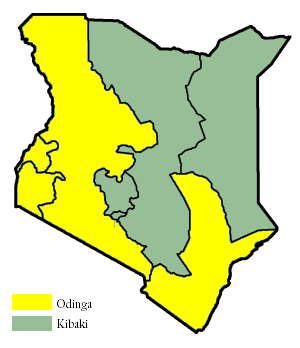
Carte du Kenya indiquant, par province, la majorité obtenue par Mwai Kibaki et par Raila Odinga.

- 29 décembre 2007 : un dirigeant du Mouvement démocratique orange (ODM) affirme que Raila Odinga a remporté l'élection. Des émeutes éclatent dans l'Ouest du pays et dans les bidonvilles de Nairobi, pour protester contre la lenteur du processus de dépouillement et les accusations de fraudes.
- 30 décembre 2007 : Raila Odinga accuse le président sortant Mwai Kibaki de fraude sur 300 000 voix. La commission électorale annonce la victoire du président sortant avec 230 000 voix d'avance. Des émeutes éclatent dans Kibera, le plus grand bidonville de Nairobi ainsi que dans les grandes villes de l'Ouest. Mwai Kibaki prête serment, alors même que l'ODM appelle à rejeter ces résultats.

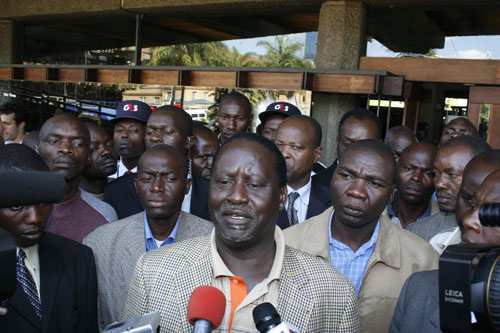
Raila Odinga s'adressant à la presse le 31 décembre 2007 après l'annonce de sa défaite à l’élection présidentielle.

- 31 décembre 2007 : 104 personnes sont tuées à Kisumu et 19 autres à Mombasa. Le président appelle à la réconciliation et s'engage à agir avec fermeté contre les émeutes.
- 1er janvier 2008 : près de la ville d'Eldoret, alors que 300 à 400 personnes s'y étaient réfugiées, une église est incendiée, causant la mort d'au moins 35 personnes. Dans la nuit précédente, 18 personnes avaient été tuées à Eldoret. À Kisumu, 55 personnes ont été tuées et 10 autres sont mortes à Mombasa dans l'incendie criminel de leur maison. L'Union africaine et l'Union européenne appellent à la retenue et au dialogue les représentants de chacune des parties. La mission d'observation de l'Union européenne, estimant que les élections n'ont pas respecté les critères internationaux et régionaux d'élections démocratiques, demande une enquête indépendante sur les résultats de l'élection présidentielle[1].
- 2 janvier 2008 : le porte-parole du gouvernement, Alfred Mutua, accuse les partisans de Raila Odinga d'être impliqués dans un nettoyage ethnique contre les Kikuyus dont fait partie le président. Les partisans de Raila Odinga accusent pour leur part les Kikuyus de se livrer eux aussi à un nettoyage ethnique envers les Kalenjins et les Luos[2]. Samuel Kivuitu, président de la commission électorale kényane, déclare avoir subi des pressions et ne pas être sûr de la victoire du président sortant[3]. Plusieurs personnalités internationales comme Condoleezza Rice, secrétaire d'État des États-Unis, ou le secrétaire général des Nations unies Ban Ki-moon, appellent les deux candidats à la négociation afin de mettre un terme aux violences[4].
- 3 janvier 2008 : l'ODM avait appelé à un vaste rassemblement de ses partisans dans le parc Uhuru de Nairobi. Il est interdit par le gouvernement. Devant le dispositif policier mis en place, l'ODM décide de reporter au 8 janvier ce rassemblement. Dans la journée, les forces de police dispersent avec des canons à eau des centaines d'opposants cherchant à se rendre au centre de Nairobi. Elles tirent en l'air des balles réelles et font usage des gaz lacrymogènes contre les partisans d'Odinga aux abords du bidonville de Kibera. Deux députés de l'ODM, Shabir Shabeer et Olago Aluoch, sont arrêtés pour incitation à manifester en ville[5].
- 5 janvier 2008 : le président sortant Mwai Kibaki se déclare favorable à un gouvernement d'union nationale.
- 6 janvier 2008 : Raila Odinga se dit prêt à un partage du pouvoir avec le président sortant si celui-ci reconnait sa défaite[6].
- 7 janvier 2008 : des responsables de la police annoncent, sous couvert d'anonymat, un bilan d'au moins 600 morts, alors que le gouvernement fait état de 486 morts. La Conférence internationale pour la région des Grands lacs africains (CIRGL), qui réunit 11 pays de la sous-région, considère que certaines de ces violences s'apparentent à du « nettoyage ethnique et [du] génocide ». L'ODM annule les manifestations prévues le 8 en raison de la venue prochaine du président en exercice de l'Union africaine (UA), John Kufuor[7]. Le président sortant Mwai Kibaki invite le chef de l'ODM Raila Odinga à « une rencontre pour un dialogue visant à la fin des violences dans le pays, à la consolidation de la paix et à la réconciliation nationale »[8].
- 8 janvier 2008 : Raila Odinga déclare ne vouloir rencontrer le président sortant que dans le cadre d'une rencontre menée sous l'égide du président en exercice de l'Union africaine John Kufuor. Le président ghanéen est arrivé à Nairobi pour tenter une médiation[9]. Mwai Kibaki annonce la nomination partielle de son gouvernement, avec au poste de vice-président Kalonzo Musyoka, candidat arrivé en 3e position lors de l'élection présidentielle. Cette nomination est qualifiée de manœuvre et de plaisanterie par Raila Odinga[10].
- 9 janvier 2008 : le président ghanéen, président en exercice de l'Union africaine, rencontre à plusieurs reprises les deux protagonistes Mwai Kibaki et Raila Odinga[11].
- 10 janvier 2008 : constatant l'échec de sa tentative de médiation, John Kufuor passe le relais à l'ancien secrétaire général des Nations unies, Kofi Annan[12].
- 11 janvier 2008 : après l'échec de la médiation de l'Union africaine, l'ODM annonce la reprise des manifestations pour contester la réélection du président sortant Mwai Kibaki[13]. Ces manifestations devront avoir lieu dans 30 villes pendant trois jours, du 16 au 18 janvier. Les autorités décrètent immédiatement ces manifestations illégales[14].
- 12 janvier 2008 : l'Union européenne, les États-Unis et les Nations unies lancent chacun des appels aux responsables politiques kényans afin de sortir de la crise[15].
- 15 janvier 2008 : Kenneth Marende, candidat du Mouvement démocratique orange (ODM), est élu président de l'Assemblée nationale en obtenant 105 voix, contre 101 au candidat du parti présidentiel Francis Ole Kaparo[16].
- 16 janvier 2008 : malgré l'interdiction, des manifestations se déroulent dans plusieurs villes du pays, rassemblant plusieurs centaines de participants à Nairobi, et plus particulièrement à Kibera, ainsi qu'un millier à Kisumu où la police tue 3 personnes. À Eldoret, des barrages sont érigés par des opposants au président. À Mombasa, 150 jeunes dressent des barricades et enflamment des pneus[17]. Moses Wetangula, ministre des Affaires étrangères, affirme dans un communiqué que les « chefs d'État et personnalités africaines sont les bienvenus au Kenya pour faciliter le dialogue entre les responsables politiques en vue d'une solution durable à la situation politique actuelle dans le pays »[18].
- 17 janvier 2008 : le groupe d'observateurs du Commonwealth rend son rapport final et conclut que le processus entamé à la fermeture des centres de vote ne répondait pas aux critères internationaux[19].
- 20 janvier 2008 : dans un entretien à l'hebdomadaire Jeune Afrique, la prix Nobel de la paix Wangari Muta Maathai appelle à un partage du pouvoir entre le président sortant et le chef de l'opposition[20].
- 22 janvier 2008 : le Conseil de paix et de sécurité de l'Union africaine condamne « les violations massives des droits de l'homme commises au cours des dernières semaines » et « demande qu'une enquête approfondie soit menée en vue d'identifier les responsables de ces violations et de les traduire en justice »[21]. Une manifestation de soutien au président Mwai Kibaki rassemblant des centaines de personnes à Nairobi est dispersée par la police qui a recours aux gaz lacrymogènes[22].
- 23 janvier 2008 : l'ancien secrétaire général des Nations unies, Kofi Annan, commence sa médiation au Kenya alors que les violences se poursuivent. Au moins 780 personnes ont été tuées depuis le début de la crise[23].
- 24 janvier 2008 : le président sortant Mwai Kibaki et l'opposant Raila Odinga se rencontrent à l'initiative de l'ancien secrétaire général des Nations unies Kofi Annan. Ce dernier dénonce la poursuite de la violence et l'« usage excessif de la force par la police »[24].
- 27 janvier 2008 : les violences se multiplient dans la vallée du Grand Rift où 40 personnes ont trouvé la mort. À Naivasha, 14 personnes périssent, brûlées vives[25]. Alors qu'au moins 116 personnes ont trouvé la mort depuis le 25 janvier, l'ancien secrétaire général des Nations unies Kofi Annan rencontre à Nairobi Raila Odinga et les responsables du Mouvement démocratique orange (ODM)[26].
- 28 janvier 2008 : des manifestations dégénèrent dans l'Ouest du pays. À Kisumu, la police tire en l'air et fait l'usage de bombes lacrymogènes. Un manifestant aurait été tué[27].
- 29 janvier 2008 : un député de l'opposition, Melitus Mugabe Were, est tué dans la nuit du 28 au 29 à Nairobi. Des affrontements entre Luo et Kikuyu éclatent dans le bidonville de Kibera[28].
- 30 janvier 2008 : la police aurait reçu ordre de tirer pour tuer les pillards, les incendiaires et les personnes portant des armes ou bloquant les routes[29]. Un rassemblement se tient à Nairobi, rassemblant des Kényans appelant à la fin des violences qui ont fait au mois 850 morts.
- 31 janvier 2008 : un deuxième député du Mouvement démocratique orange (ODM), David Kimutai Too, est tué à Eldoret[30].
- 1er février 2008 : Kofi Annan annonce la signature d'un accord entre les deux camps prévoyant notamment des mesures pour mettre un terme aux violences et un calendrier des négociations[31].
- 11 février 2008 : Kofi Annan invite « les équipes de négociateurs à reprendre les discussions en dehors de Nairobi dans le but de parvenir à un accord sur les importantes questions politiques dans les prochaines 48 à 72 heures » et leur demande de ne pas parler des négociations en cours avec l'extérieur[32].
- 12 février 2008 : Kofi Annan annonce, à l'ouverture d'une séance d'information au Parlement sur l'avancée des pourparlers, la création d'une commission indépendante qui sera chargée d'enquêter sur tous les aspects de la présidentielle[33].
- 13 février 2008 : alors que les négociations se poursuivent, Kofi Annan propose, devant le Parlement, la constitution d'un gouvernement de grande coalition pour un mandat de deux ans avant la tenue d'une nouvelle élection présidentielle. Le camp présidentiel rejette cette proposition et quitte la table des négociations[34].
- 14 février 2008 : les partisans du président et l'opposition sont arrivés à un accord qui prévoit la rédaction d'une nouvelle Constitution d'ici un an[35].
- 15 février 2008 : Kofi Annan annonce qu'un accord global est très proche, annonçant une reprise des négociations pour le 19 février[36]. La police annonce l'ouverture d'enquêtes sur plus de 200 personnages locaux, dont des hommes politiques, des dirigeants religieux et des hommes d'affaires, soupçonnés d'avoir financé ou incité aux violences, certains suspects ayant été interpellés[37].
- 20 février 2008 : Anyang Nyongo, secrétaire général du parti de Raila Odinga, l'ODM, souhaite que le Parlement soit convoqué dans la semaine afin de voter les réformes nécessaires dans la Constitution pour appliquer les propositions de la médiation. Il menace de reprendre les manifestations si le Parlement n'était pas convoqué[38].
- 21 février 2008 : les négociations se poursuivent, les deux parties s'entendant pour la création d'un poste de Premier ministre pour Raila Odinga. Les prérogatives restent à déterminer, l'ODM souhaitant un poste de Premier ministre doté de larges pouvoirs exécutifs, les partisans du Président sortant celui d'un Premier ministre sans responsabilité exécutive[39].
- 25 février 2008 : le dernier bilan de la police fait état de 1 113 morts depuis le déclenchement des violences ainsi que de centaines de personnes disparues et d'environ 650 000 déplacés[40].
- 28 février 2008 : signature d'un accord de partage du pouvoir entre le président Kibaki et l'opposant Raila Odinga pour résoudre la crise. Cet accord est entériné à l'unanimité du Parlement le 18 mars[41].
- 13 avril 2008 : matérialisation de l'accord par la nomination de Raila Odinga au poste de Premier ministre avec des pouvoirs exécutifs. Quatre jours plus tard, il prête serment et un gouvernement de coalition est constitué.

## Conflit ethnique?
Le caractère ethnique des violences a été mis en avant. Cependant, les inégalités économiques et les disparités régionales sont un facteur plus important que l’appartenance ethnique. Ainsi, dans la capitale Nairobi, plus de 60 % de la population vit dans les bidonvilles. Dans la province de Nyanza, à l’ouest du pays, où l’ODM est fortement implanté, l’espérance de vie est de 16 ans inférieure à la province centrale d'où est originaire Mwai Kibaki. Dans la province du Nord-Est, seul un enfant sur trois est scolarisé alors que le taux de scolarisation avoisine les 100 % dans la province centrale. Les partisans de Raila Odinga reprochent au président sortant de n’avoir pas tenu ses promesses et de laisser pour compte une grande partie de la population. Ainsi, si la croissance économique a atteint 5,5 % en 2007, le pouvoir d’achat des plus pauvres ne cesse de baisser.

## Suivi politico-judidiaire

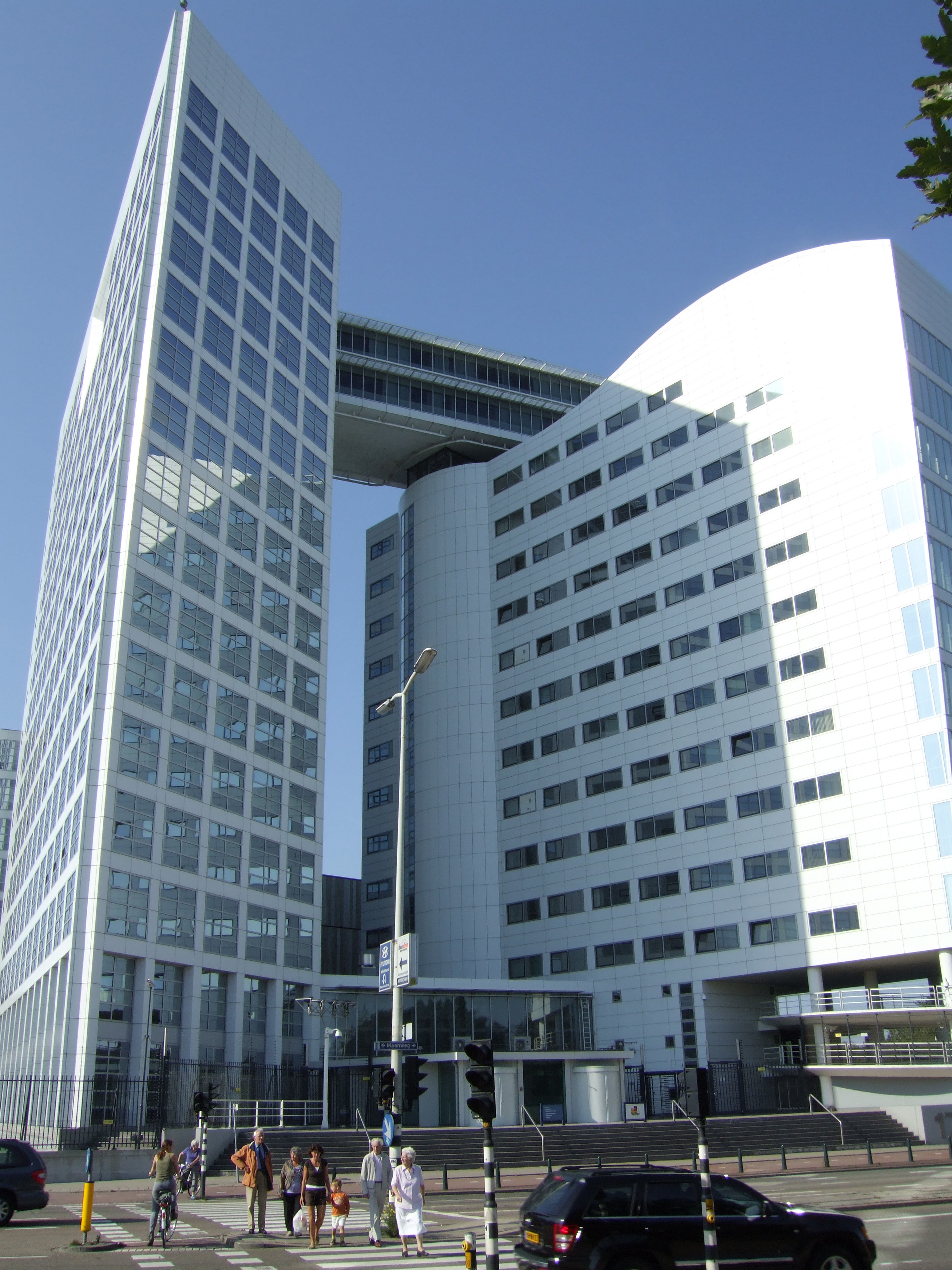
Le siège de la CPI à La Haye.

Le gouvernement kényan, se déclarant incapable de mener à bien les enquêtes et de juger les responsables des violences, finit par faire appel à la Cour pénale internationale dont elle est État partie.
- février 2008 : le gouvernement kényan, sous la pression de Kofi Annan, met en place une commission internationale de cinq membres appelée The Commission of Inquiry on Post Election Violence mais plus connue sous le nom de Waki Commission du nom de son président, Philip Waki juge à la Cour d'appel du Kenya.
- 15 octobre 2008 : la commission Waki remet son rapport[44], de 529 pages, au Président Mwai Kibaki et au Premier ministre Raila Odinga et envoie une liste de suspects à Kofi Annan.
- 2 juillet 2009 : une délégation du gouvernement kényan rencontre le procureur Luis Moreno Ocampo à La Haye.
- 9 juillet 2009 : le procureur de la CPI reçoit, de Kofi Annan et des autorités kényanes, la liste des suspects. Il accorde un an au gouvernement kényan pour mettre en place un tribunal spécial sous peine de voir la CPI prendre les choses en mains.
- 26 novembre 2009 : Luis Moreno Ocampo demande à la Chambre préliminaire II[45] de la CPI l'autorisation de conduire l'enquête formelle au Kenya[46]. Ce qui lui est accordé.
- 1er avril 2010 : le procureur Ocampo annonce qu'il envisage d'ouvrir « au moins deux » enquêtes impliquant chacune « une à trois personnes », dans le cadre de ses investigations.
- 15 décembre 2010 : la CPI dévoile le nom de six responsables que le procureur Luis Moreno Ocampo soupçonne d'être les principaux instigateurs des violences post-électorales :
  - Uhuru Kenyatta, un des fils de Jomo Kenyatta, vice-Premier ministre et ministre des Finances ;
  - Francis Muthaura, secrétaire permanent au cabinet du Président Mwai Kibaki et chef de la Fonction publique ;
  - Hussein Ali, ancien chef de la police ;
  - William Ruto, député membre de l'ODM, ancien ministre des hautes études suspendu de ses fonctions le 19 octobre 2010 pour corruption ;
  - Henry Kosgey, président du parti politique ODM et ministre de l'Industrialisation ;
  - Joshua Sang, présentateur de radio à Kass FM.

Ces six personnalités sont désormais connues au Kenya et dans les médias internationaux comme les « Ocampo six ». Expression qui est une dérision faisant allusion aux Kapenguria six de la révolte des Mau Mau.
Luis Moreno Ocampo a constitué deux dossiers distincts, un pour les trois premiers présumés responsables et faisant partie du camp politique de Mwai Kibaki et un second pour les trois derniers et faisant partie du camp politique de Raila Odinga.
- 4 janvier 2011 : Henry Kosgey, accusé de corruption dans une autre affaire démissionne de son poste de ministre de l'Industrialisation[48].
- 7 avril 2011 : William Ruto, Henry Kosgey et Joshua Sang comparaissent libres devant la Chambre préliminaire II de la Cour pénale internationale à La Haye pour une audience initiale. Le lendemain, c'est au tour d'Uhuru Kenyatta, Francis Muthaura et Hussein Ali de comparaitre libres devant la même chambre[49]. Le tribunal fixe la date d'ouverture de l'audience de confirmation des charges au 1er septembre 2011 pour les trois premiers et au 21 septembre 2011 pour les trois autres.
- 30 août 2011 : la chambre d'appel de la Cour pénale internationale, confirme, la recevabilité des deux affaires malgré l'opposition du gouvernement kényan[50].
- septembre 2011 : entre le 1er et le 8, le tribunal confirme que les charges retenues contre Kenyatta, Muthaura et Ali vont être examinées. Entre le 21 septembre et le 5 octobre, il confirme l'examen des charges retenues contre les trois autres accusés. Sa décision doit être rendue, le 23 janvier 2012 pour les six accusés lors d'une audience publique.
- 12 juin 2012 : le tribunal de première instance de Nakuru (Magistrate Court of Nakuru) prononce une peine de prison à vie vis-à-vis d'un jeune Kényan (20 ans au moment des faits) jugé pour avoir tué son voisin durant les violences postélectorales[51]. C'est la deuxième fois qu'un tribunal prononce une telle peine après le tribunal de première instance de Kericho qui l'avait déjà prononcée vis-à-vis de deux Kényans jugés pour le meurtre de deux policiers.

## Suivi socio-économique
Au 24 décembre 2010, soit 3 ans après la crise, il reste 35 000 personnes déplacées.